# Dom przy 12 rue Charles-de-Gaulle w Charlieu
Dom przy 12 rue Charles-de-Gaulle w Charlieu – dom wzniesiony w XVI wieku w Charlieu we Francji. Od 1928 roku posiada status monument historique, w kategorii classé MH (zabytek o znaczeniu krajowym).

## Lokalizacja
Dom jest zlokalizowany na terenie miejscowości Charlieu przy 12 rue Charles-de-Gaulle w Charlieu, w departamencie Loara, w regionie Auvergne-Rhône-Alpes.

## Opis i historia
Dom został wzniesiony w XVI wieku przez stolarza-tapicera Dinechina. Posiada duże okna, jedno z nich z herbem. Od strony dziedzińca drzwi zostały zwieńczone rzeźbionym nadprożem w stylu renesansowym.    

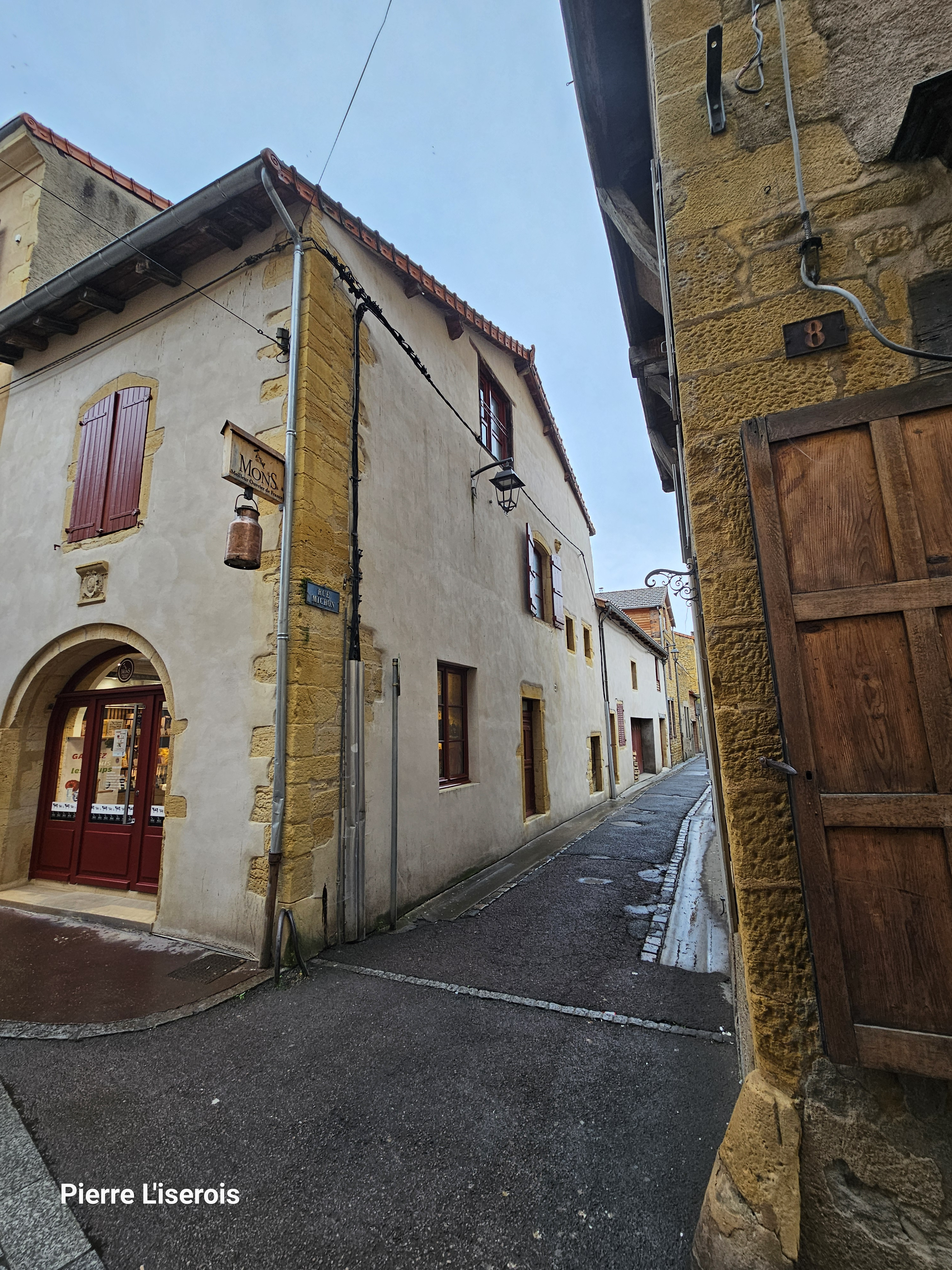
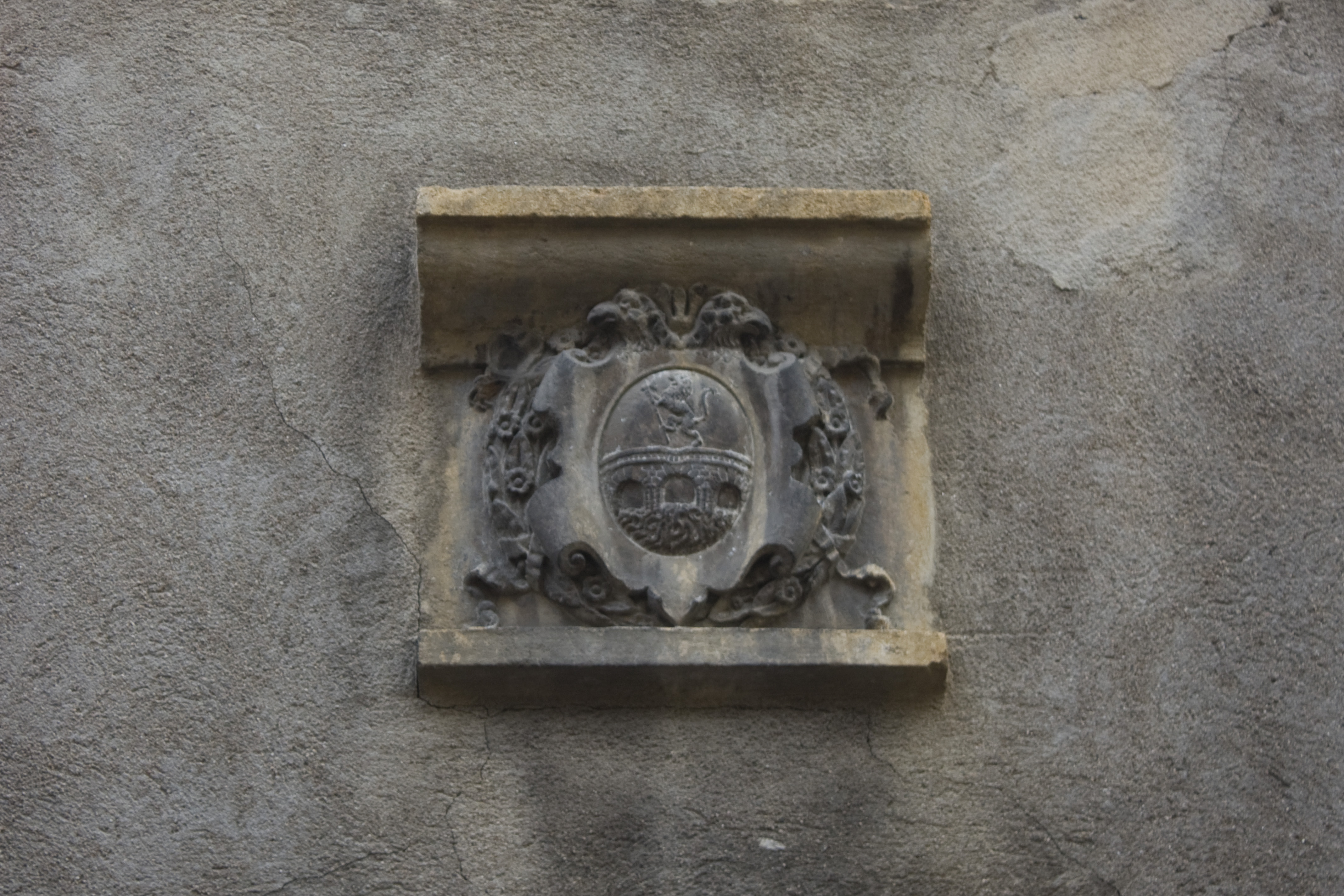
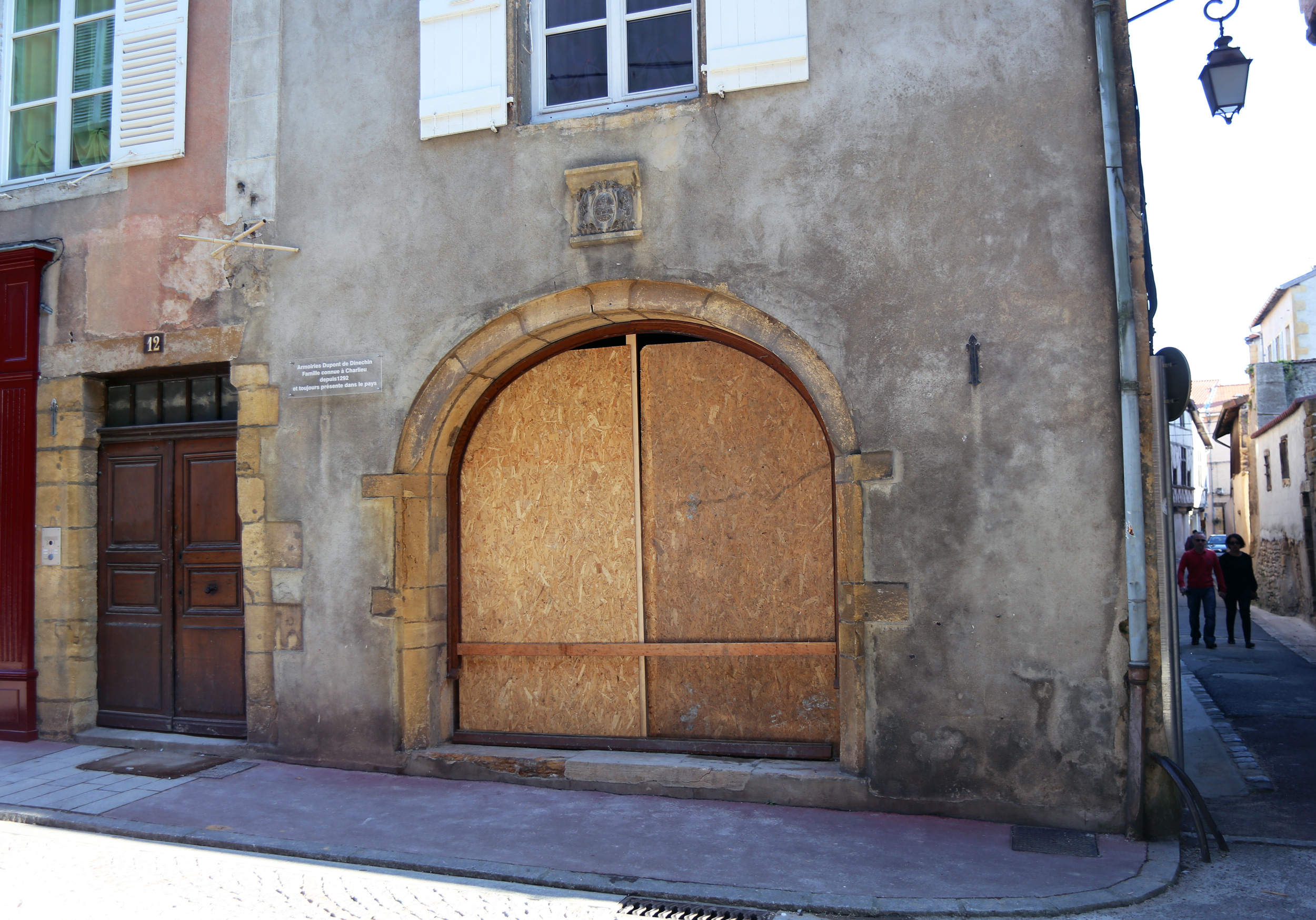